# Пишківці (станція)
Пи́шківці — проміжна вантажна залізнична станція Тернопільської дирекції залізничних перевезень Львівської залізниці на неелектрифікованій лінії Біла-Чортківська — Бучач між станціями Білобожниця (9 км) та Бучач (7 км). Розташована в селі Пишківці Чортківського району Тернопільської області. Пасажирський рух по станції відсутній. 